# Mirbelia stipitata
Mirbelia stipitata es una especie de planta floral del género Mirbelia, familia Fabaceae, orden Fabales.

## Distribución
Se distribuye por Australia Occidental.

## Taxonomía
Fue descrita por Crisp & J. M. Taylor y publicada en Journal of the Adelaide Botanic Gardens 10: 141 (1987).